# Archaeomysis kokuboi
Archaeomysis kokuboi är en kräftdjursart som beskrevs av Ii 1964. Archaeomysis kokuboi ingår i släktet Archaeomysis och familjen Mysidae. Inga underarter finns listade i Catalogue of Life.